# COMIC激愛専科
『COMIC激愛専科』（コミックげきあいせんか）は桃園書房から発行された成人向け漫画雑誌。2002年創刊。本項ではその後継誌である『COMICジャンボ☆ゴールド』についても記述する。 

## 概要
隔月刊雑誌『COMICスーパージャンボ』が2001年いっぱいで休刊した2ヵ月後、同じ桃園書房から発刊された隔月雑誌。発売日も同じく22日であった。
読者ページの名称は「新スーパースター列伝」といい、これはスーパージャンボの読者ページ「スーパースター列伝」を元に付けられた名称である。掲載作家も一部引き継いでおり、実質スーパージャンボの後継誌的存在であった。
キャッチコピーは「近親・鬼畜専門誌」。スーパージャンボは破瓜漫画専門誌から純愛ものと鬼畜ものの入り混じった雑誌へと路線変更をしていたが、そのインモラル化を更に推し進めたような誌面構成となっていた。
第2号まで発刊され、第3号の発売も予告されていたが、なぜか第3号は『COMICジャンボ☆ゴールド』という名前になっていた（しかも新雑誌創刊扱いだった）。そしてこの『ゴールド』には次号予告ページはなく、1号だけで休刊した（ただし休刊宣言はどこにも載っておらず、自然消滅に近い形であった）。

## 主な作家（『ゴールド』含む）
- つつみあかり
- 都夢たみお
- 陽炎1991